# Бобрищев, Ардалион Александрович
Ардалион Александрович Бобрищев (24 марта 1879, Кобеляки, Полтавская губ. — 28 января 1940, Лефортовская тюрьма) — российский и советский военачальник, полковник Русской императорской армии и РККА.

## Биография
Потомственный дворянин. Общее образование получил в Петровском Полтавском кадетском корпусе
- 30.08.1896 — Поступил на военную службу.
- 1899 — Окончил Константиновское артиллерийское училище по 1-му разряду. Зачислен по полевой пешей артиллерии и прикомандирован к лейб-гвардейской 3-й артиллерийской бригаде.
- 09.08.1899 — Подпоручик.
- 06.12.1903 — Поручик за выслугу лет.
- 1906 — Окончил Николаевскую академию Генерального Штаба.
- 06.12.1907 — Штабс-капитан за выслугу лет.
- 03.08.1910 — Переведен в Гвардейский стрелковый артиллерийский дивизион.
- 06.12.1913 — Капитан за выслугу лет.
- xx.xx.1915 — Переведен в Лейб-гвардии тяжелый артиллерийский дивизион.
- 06.12.1915 — Полковник.
- 28.06.1916 — Командир 1-й батареи Лейб-гвардии тяжелого артиллерийского дивизиона.
- xx.06.1916-xx.10.1917 — Командир гвардейского запасного артиллерийского дивизиона.
- 1917 — Выборный начальник гарнизона Петергофа.
- xx.02.1918-xx.09.1918 — Добровольно вступил в РККА. Заведовал командными артиллерийскими курсами.
- xx.09.1918-xx.11.1919 — Инспектор артиллерии. Военрук Петроградского окружного военного комиссариата. Начальник штаба Петроградского укрепленного района.
- xx.11.1919-xx.04.1920 — Состоял для поручений при окружном военном комиссаре Петроградского военного округа.
- xx.04.1920-xx.05.1920 — Член Контрольной комиссии РСФСР в Эстонии.
- xx.05.1920-xx.06.1020 — В резерве Генерального штаба.
- xx.07.1920 — Помощник военного представителя дипломатической миссии РСФСР при правительстве Армянской республики.
- xx.07.1921 — Военный советник полпредства РСФСР в Армении.
- xx.01.1922 — В распоряжении Разеведуправления Штаба РККА.
- xx.04.1922 — Военный атташе в Финляндии.
- 1923 — Выслан из Финляндии вместе с А. Лиллемяги после провала разведгруппы Р. Дроккило.
- 1923 — Помощник начальника отдела Разведывательного управления Штаба РККА.
- 1924 — Военный атташе в Иране.
- 1927 — В распоряжении Разведуправления РККА.
- 1928 — Начальник сектора, затем помощник начальника 3-го отдела (информационно-статистического) Разведывательного управления Штаба РККА.
- 1931 — Преподаватель Военной академии им. М.В. Фрунзе.
- 1935 — Преподаватель и руководитель кафедры тактики химических войск Военной академии химической защиты.
- 1936 — Полковник.
- 23.02.1937 — Уволен в запас.
- 1937 — Научный сотрудник Центрального архива Красной Армии.
- 05.04.1939 — Арестован.
- 16.01.1940 — Приговорен в высшей мере наказания.
- 1940 — Умер в Лефортовской тюрьме.